# Мінерал

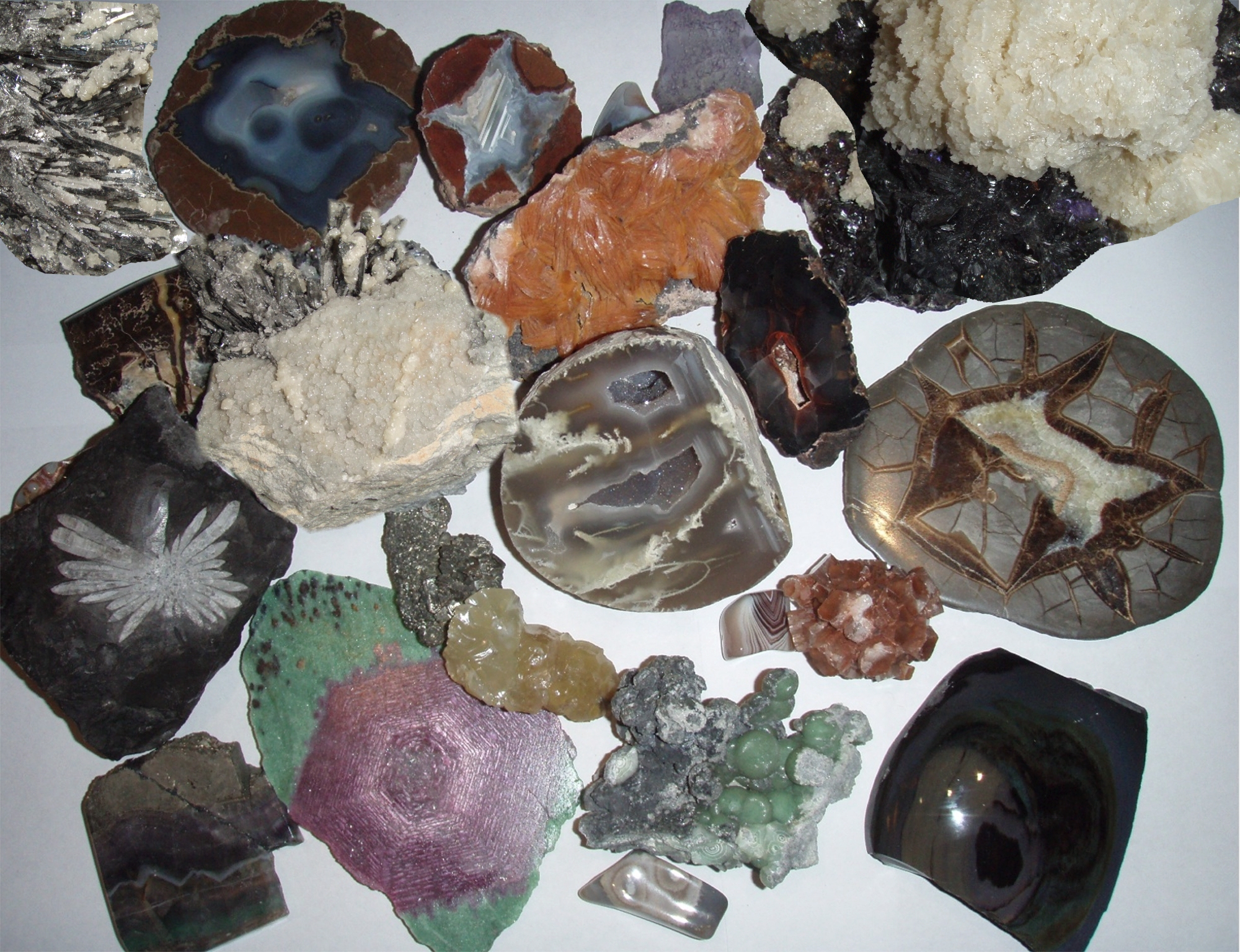
Різноманітні мінерали

Мінера́ли (через нім. Mineral від пізньолат. minerale — «руда, рудна жила», «копальня») — хімічні сполуки та прості речовини, що мають кристалічну будову та чітко визначений хімічний склад і утворились внаслідок геологічних та космічних процесів.
Вивчає мінерали, їх походження та видове розмаїття наука мінералогія.
Відкриття нового мінералу завжди підтверджувалося публікацією результатів наукових досліджень, в якій наводилися докази відмінності фізичних та хімічних параметрів природної речовини від раніше відомих. В другій половині XX століття вироблені чіткі критерії віднесення речовини до мінералів. На тепер факт відкриття нового мінералу та його назву затверджує Комісія з питань нових мінералів, номенклатури та класифікації (CNMNC) Міжнародної мінералогічної асоціації (ІМА). На травень 2025 року затверджено 6145 мінералів, щороку додаються десятки нових. Із всього переліку мінералів лише 100—150 є повсюдно поширені в складі ґрунту, алювіальних та морських осадів, гірських порід. Понад 400 мінералів використовуються в індустрії та сільському господарстві безпосередньо або як джерело хімічних елементів.

## Визначення поняття «мінерал»
Вузьке розуміння поняття «мінерал» охоплює передусім типові (обов'язкові, прямі) природні об'єкти, які є складовими частинами гірських порід і руд, і характеризуються однорідною структурою та певним хімічним складом.
Наприклад, складові частини граніту є типовими мінералами: польовий шпат мікроклін K(AlSi3O8), кварц SiO2, слюда мусковіт KAl2(AlSi3O10)(OH)2.
Згідно з таким означенням речовини біологічного походження не належать до мінералів: «Речовини біологічного походження — це хімічні сполуки, утворені внаслідок винятково біологічних процесів, що не містять геологічного компоненту (наприклад, уроліти, кристали солей щавлевої кислоти, мушлі морських молюсків тощо) та не є мінералами. Проте якщо сполука утворена за участі деякого геологічного процесу, то вона може бути мінералом».
Не всі дослідники дотримуються цього правила винятку; зокрема Ловенстем (1981) стверджує, що «живі організми здатні утворювати цілий ряд мінералів, чимало з яких не виникають у біосфері неорганічним шляхом».
Таке розходження швидше стосується питання класифікації, ніж самого складу мінералу. Скіннер (2005) вважає, що всі тверді тіла є потенційними мінералами та зараховує до них біомінерали, тобто сполуки, утворені в процесі обміну речовин живих організмів. Таке включення речовин біологічного походження вимагає розширення розуміння поняття «мінерал» як «елементу чи сполуки аморфної або кристалічної будови, утвореної внаслідок біогеохімічних процесів».
Поняття «мінерал» виникло давно й з того часу безперервно змінюється відповідно до зміни змісту мінералогії. На початковому етапі її розвитку термін «мінерал» був синонімом терміна «копалина» й охоплював власне мінерали (в сучасному розумінні), гірські породи, руди та скам'янілості.
У 1765 році Нікола Лемері працею «Загальна хімія» розділив усі відомі на той час речовини на мінеральні, рослинні та тваринні, а у 1820-х–30-х роках Єнс Берцеліус протиставив одну одній органічну та неорганічну (мінеральну) хімію. Саме через таке побутове вживання прикметника «мінеральний» (добрива, мінеральні води, солі, барвники) він не відповідає сучасному науковому означенню мінералів.

## Класифікація мінералів
В основі класифікації мінералів лежать хімічні принципи, запропоновані шведським хіміком Берцеліусом у 1814 році. На них ґрунтувалася перша широка класифікація відомих на той час мінералів, запропонована  американським мінералогом Джеймсом Дана в його широко відомій праці «Система мінералогії» (System of Mineralogy, 1837, найбільш розширене прижиттєве п'яте видання 1869 року). Дена виділив п'ять класів мінералів:
1. природні елементи
2. сульфіди та арсеніди
3. галіти
4. оксиди
5. органічні речовини

Ця класифікація відображає стан розвитку аналітичної хімії середини 19 ст.  
Розвиток рентгеноструктурних методів, що сформувалися на початку 20 ст. завдяки роботам В. Л. Брегга, показав широку мінливість структури мінералів і її визначальну роль у формуванні фізичних та хімічних властивостей мінералів. Стала зрозумілою необхідність включення структурної складової в класифікацію мінералів. Різні варіанти кристалохімічної класифікації мінералів були запропоновані  Г.Штрунцем (Mineralogische Tabellen, 1941), Є. Лазаренком (1953), О. Поваренних (1970), О.Годовіковим,(1983, 1999), J. Lima-de-Faria (2001).
 Критерії систематики мінеральних видів:
1.Хімічний склад
- самородні елементи, їх інтерметаліди та прості сполуки (карбіди, нітриди, фосфіди, силіциди)
- сульфіди та їх аналоги (арсеніди, селеніди, телуриди, стибніти, бісмутиди)
- сульфосолі
- оксиди та гідрооксиди
- оксисолі (силікати, борати, фосфати, ванадати, арсенати, вольфрамати, молібдати, хромати, сульфати, карбонати)
- галогеніди

2.  За типом структури
- Координаційні
- Острівні
- Ланцюжкові
- Шаруваті
- Каркасні

## Загальна характеристика

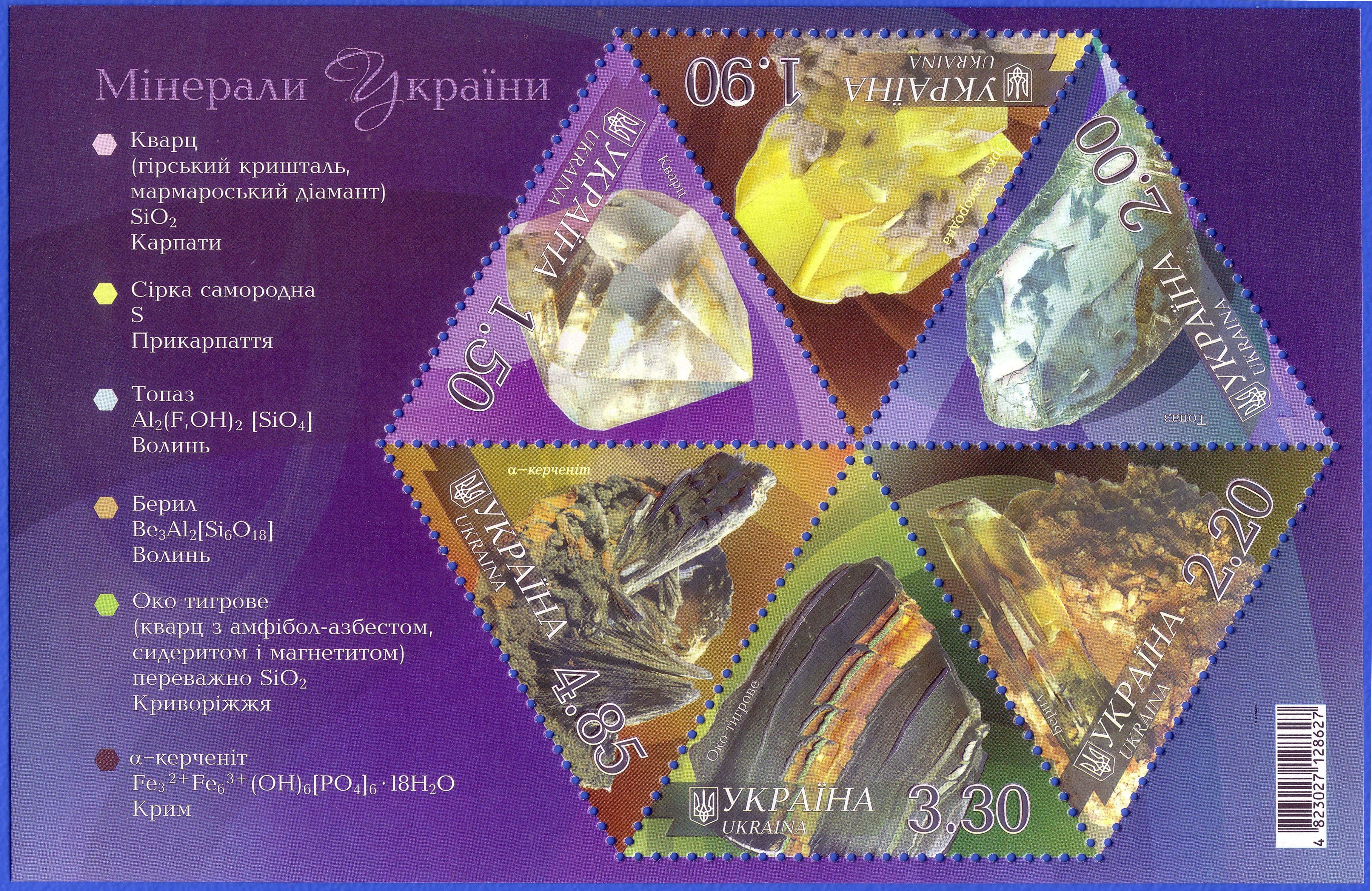
Поштовий блок марок «Мінерали України», 2009 рік

Нині мінералогія досягла такого консолідованого стану розвитку, що чітко окреслилося коло її об'єктів дослідження, якими стали мінерали-кристали будь-якої форми. Отже, основна сутність мінералу — кристалічний стан, обумовлений закономірним розташуванням будівельних частинок (атомів, іонів, молекул) у просторі й підпорядкований законам симетрії. Відтак, некристалічні (тверді) природні утворення (речовини з аморфним, метаміктним, інколи колоїдним станом) не є мінералами. Їх рекомендовано віднести до іншої множини сполук — мінералоїдів. Однак останні є повнокровними об'єктами мінералогії або суміжних наук, оскільки генетично й парагенетично пов'язані з мінералами.
Нетрадиційними об'єктами дослідження в мінералогії є хімічні сполуки кристалічної структури, які штучно отримує (синтезує) людина; сполуки, що виникають внаслідок перетворення, часто довільного, техногенних продуктів — териконів шахт, відходів підприємств, атомних електростанцій тощо, а також каміння, що утворюється в організмі людей, тварин, рослин. Всі ці сполуки є назагал другорядними об'єктами мінералогії й їх доцільно відповідно називати так: штучні мінерали, техногенні мінерали, біомінерали.
Мінерали існують в природі поодиноко у вигляді мінеральних індивідів (кристалів-багатогранників або кристалів-зерен) або, що буває значно частіше, утворюють між собою зростки агрегати (мономінеральні або полімінеральні). Останні переважають. Зростки бувають закономірні та випадкові. Мінеральні індивіди складають всі камені (гірські породи, руди), тобто складають весь мінеральний світ подібно індивідам-організмам, які складають світ тварин і рослин. У природі існує величезна кількість мінеральних індивідів, які своїм існуванням фіксують дискретність мінерального світу, є одиничними об'єктами мінералогії та являють собою конкретну форму існування мінеральних видів.

### Структура мінералів
Див. Структура мінералів
Внутрішня будова мінералів визначається розміщенням і взаємозв'язком структурних одиниць (атомів, йонів, молекул). Тип мінералу визначається структурним співвідношенням в мінералі між аніоном (Х) і катіоном (А). Виділяють типи АХ1, АХ2, А2Х3, АХ3, А2Х і т. д.
В мінералах виділяють такі типи хімічного зв'язку: водневий зв'язок, йонний зв'язок (полярний, гетерополярний, гетероатомний, електровалентний), ковалентний зв'язок (гомеополярний, гомоатомний, атомний), металічний (обумовлений переміщенням валентних електронів металу по всьому простору кристалічної ґратки, яка утворена позитивно зарядженими йонами), молекулярний (Ван-дер-Ваальсівський або залишковий — обумовлений дисперсійним, індукційним та орієнтаційним ефектами взаємодії молекул), донорно-акцепторний або координаційний зв'язок, змішаний (включає різні типи хімічного зв'язку, характерний для мінералів з комплексними аніонами) і проміжний зв'язки (найпоширеніший — проміжний між йонним і ковалентним).

## Мінерали у Сонячній системі

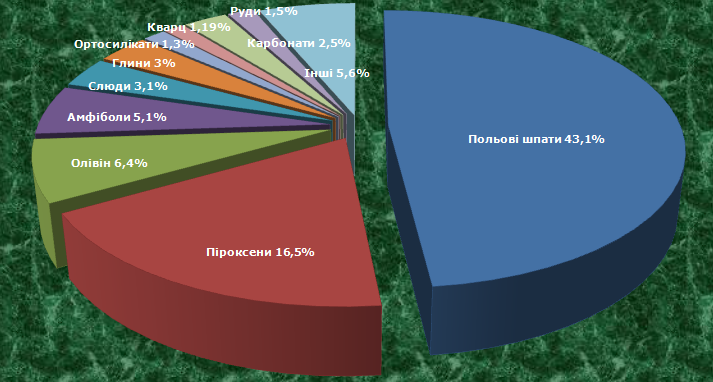
Мінеральний склад земної кори у відсотках за Булахом А. Г., 1996.

Через неоднорідність елементного складу Сонячної системи на момент формування планет існує певна диференціація елементного, а отже й мінерального складу планет. Дальні планети збагачені легкими елементами, внутрішні планети — важкими. Найпоширеніші мінерали на планетах земної групи:
- силікати та алюмосилікати магнію, заліза, кальцію, натрію, калію;
- карбонати кальцію та магнію.

Поверхня планет земної групи вкрита гірськими породами, що утворені з польових шпатів, піроксенів, олівінів. Відомо 85 видів мінералів, зібраних на поверхні Місяця та доставлених на Землю американськими та радянськими експедиціями. На поверхні Марса відомі виходи базальтових та андезитових лав, поклади титаномагнетиту, маггеміту, нонтроніту, сульфатів заліза та магнію. У метеоритах, окрім олівінів, піроксенів, плагіоклазів, також дуже поширеними є мінерали заліза, теніт та ферит. Загалом описано 175 мінералів у складі метеоритів. На поверхні дальніх планет гігантів та карликових планет пояса Койпера встановлено існування лише легких твердих фаз кристалічних вуглекисню CO2, води H2O, сірки S та метану CH4.

## Генезис

### Біогенні мінерали

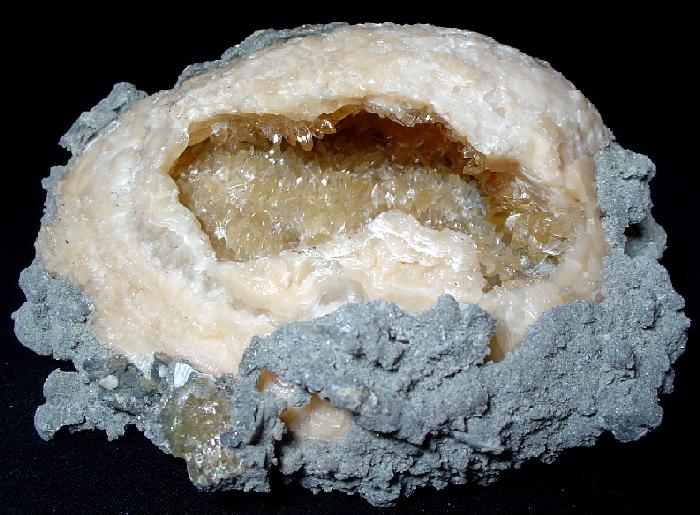
Кальцит

Біогенні мінерали за походженням розподіляються на 3 типи кристалічних хімічних сполук:
- утворені в результаті участі живих організмів в геохімічних процесах (придонні накопичення продуктів метаболізму мікроорганізмів в мулах, утворення хімічно чистої сірки в глинах та вапняках над родовищами нафти під час бактеріальної переробки дифундуючих сірководня та оксидів сірки).
- утворені в результаті геохімічних процесів за участю виведених продуктів метаболізму живих організмів (накопичення фосфоритів (головний мінерал апатит Ca5(PO4)3(OH)) у карстових печерах на екскрементах кажанів або на океанічних островах на екскрементах морських птахів за участі кальцію з вапняків).
- кристалічні речовини твердих тканин живих організмів (кальцит у покладах крейдового періоду походить з мушель амонітів, кістяків коралів тощо).

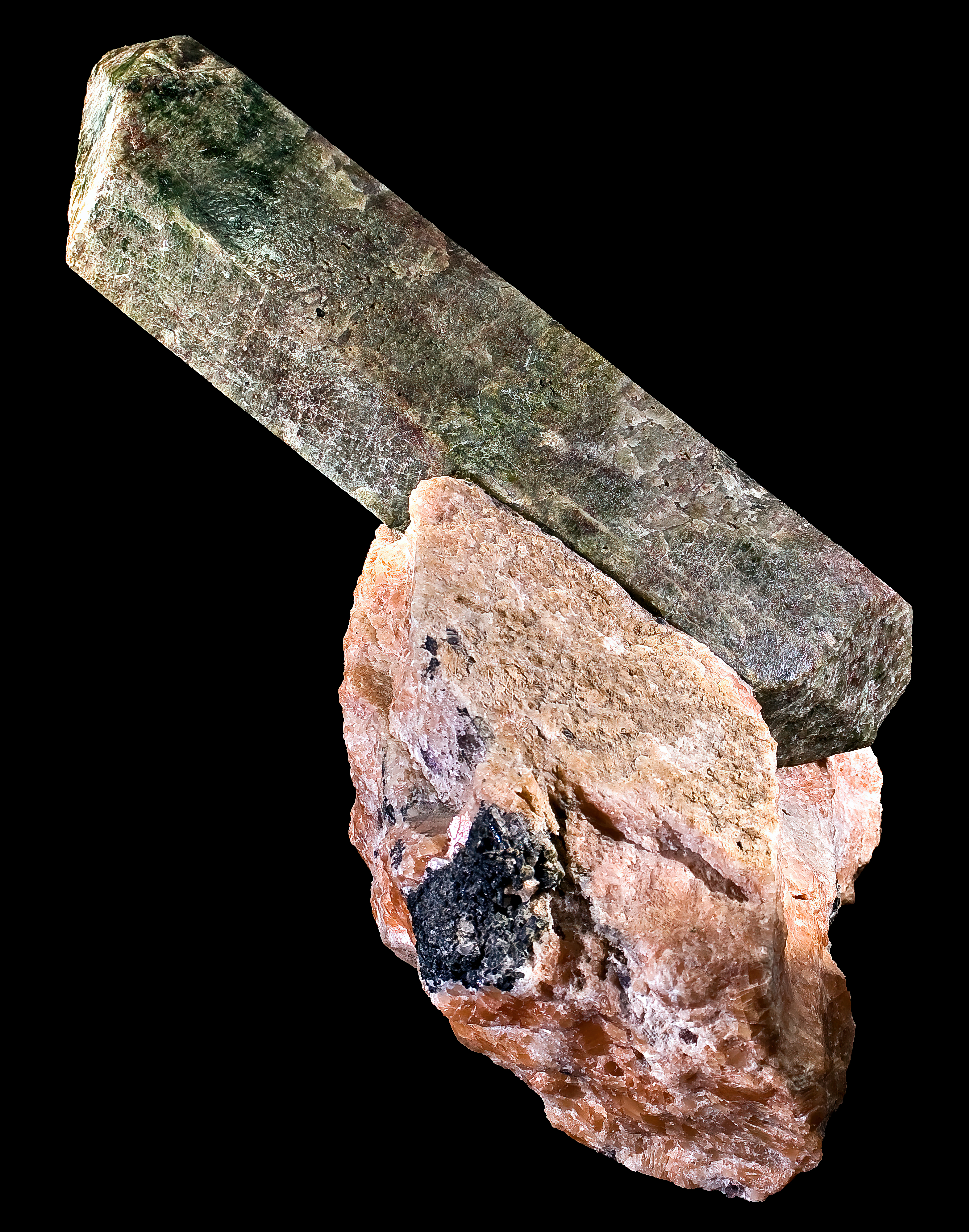
Апатит

У складі живих організмів існують органо-мінеральні агрегати, побудовані у комплексі орієнтованих кристалів та білкових наповнювачів. Наприклад, головним мінералом твердих тканин людини є апатит, а кожне волокно його кісткової тканини складається з ланцюжка дрібних подовжених (до 100 нм) призматичних кристалів цього мінералу, оточених білком конхіаліном. У тканинах немовляти частина фосфатів аморфна, частина кристалізована, а білкова частка кісток становить понад 30 %, тому й кістки у молодому віці досить м'які та гнучкі. З віком кристалізація фосфатної частини збільшується й кістки стають крихкими. З кристалів апатиту в білковій речовині утворені емаль й дентин зубів. Апатит в організмі має певні кристалохімічні особливості — він збагачений вуглекислотою та водою, має менший відсотковий вміст фосфорного ангідриду.

### Антропогенні мінерали
Антропогенні мінерали утворюються під час хімічних реакцій у шлаках шахтних териконів, шламових хвостах гірничо-збагачувальних комбінатів. Агентом виступає вода. Такі мінерали увійшли до мінералогічних довідників як самостійні одиниці. Від 1995 року Комісія з нових мінералів та назв мінералів (англ. Commission on New Minerals and Mineral Names (CNMMN)) Міжнародної мінералогічної асоціації не приймає заявок на утвердження нових антропогенних мінералів.

## Класифікація мінералів
Класифікація мінералів — розподіл мінералів на систематичні одиниці на основі їх спільних ознак (зовнішніх, геологічних, хімічних, кристалографічних, геохімічних і кристалохімічних). В залежності від того, яким ознакам надається перевага, класифікації мінералів поділяються на:
- хімічні,
- геохімічні,
- геологічні,
- кристалографічні,
- кристалохімічні,
- за зовнішніми ознаками.

Найсучаснішою є кристалохімічна класифікація, в основу якої покладено взаємозв'язок між хімічним складом і будовою мінералів, а також їх властивостями і морфологічними особливостями. За цими ознаками всі мінерали поділяють на типи, класи, підкласи, відділи і групи.

## Фізичні властивості
Див. Фізичні властивості мінералів
Характерні властивості мінералів, обумовлені їх складом і будовою. Фізичні властивості. визначаються конституцією мінералів, головним чином особливостями їх симетрії та анізотропії. Математичний аналіз фізики мінералів базується на тензорному численні і теорії груп.
Відбивна здатність — здатність мінералів відбивати частину світла, що падає на них. Є оптичною константою мінералів, яка використовується в мінералогії як діагностична ознака. Числове значення цієї константи (у %) визначається формулою:
R = Ii/Iy
де Ii — інтенсивність падаючого на поверхню мінералу світла, Iy — інтенсивність відбитого світла, R — показник відбиття.
Найбільша відбивна здатність (95 %) спостерігається у самородного срібла.

## Хімічні властивості
Основними хімічними властивостями мінералів є їх розчинність у воді та взаємодія з кислотами (найчастіше з хлоридною HCl).

## Мінерал як твердий розчин

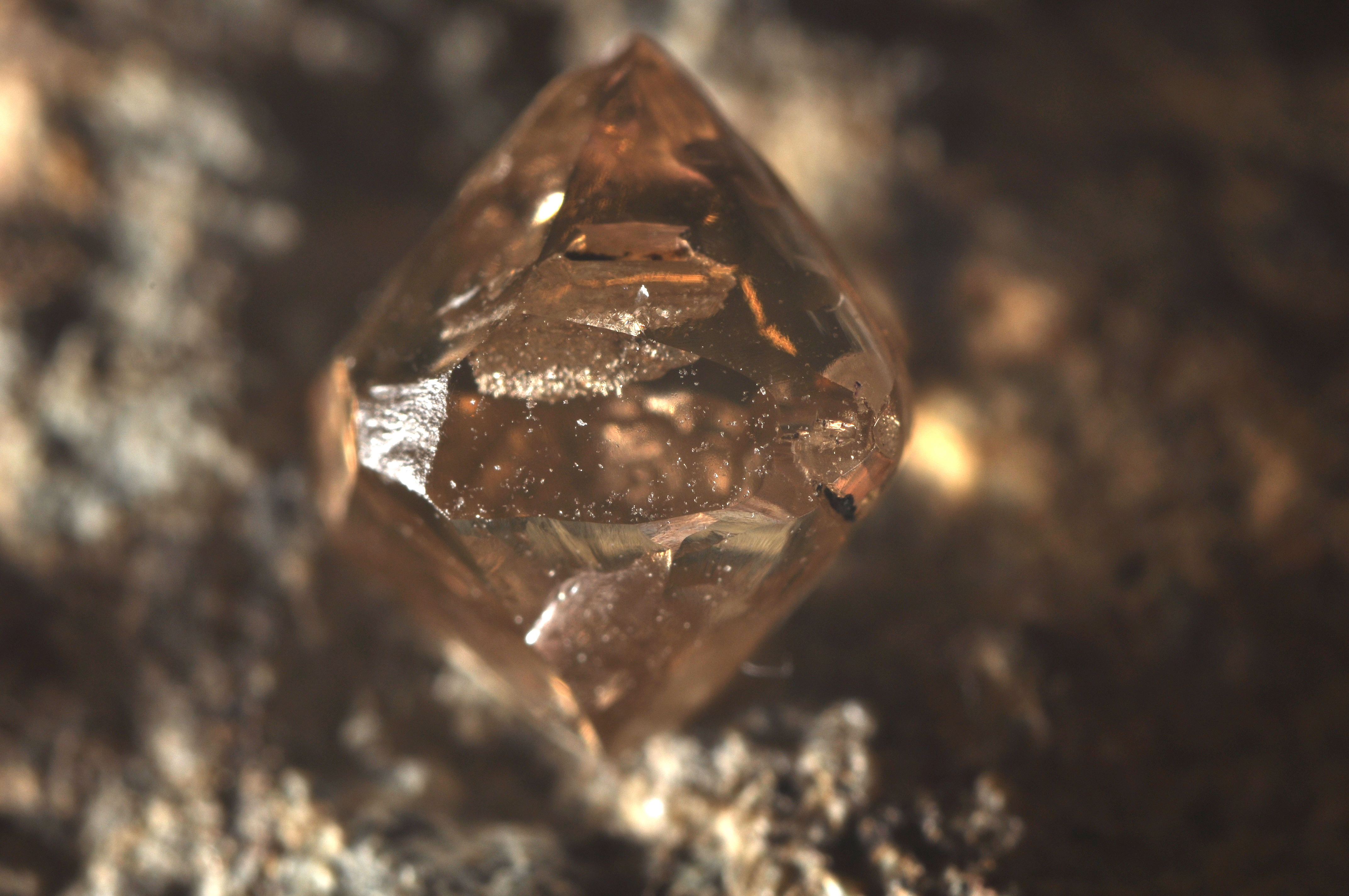
Алмаз

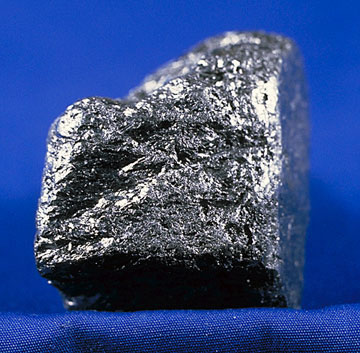
Графіт

Кожен мінерал характеризується своєю кристалохімічною неповторністю, тобто унікальним поєднанням хімічного складу і кристалічної структури, тому різні мінерали можуть мати однаковий хімічний склад, але різну структуру (поліморфізм кристалів). Алмаз і графіт — це дві алотропні кристалічні модифікації вуглецю, а кальцит і арагоніт — дві різні модифікації карбонату кальцію CaCO3. Навпаки дві різних за складом, але однакових за кристалічною структурою (ізоструктурні) речовини — це різні мінерали (магнезит MgCO3 та сидерит FeCO3; корунд Al2O3 і есколаіт Cr2O3). Ізоструктурні речовини в природі часто утворюють тверді розчини, кристали мішаного складу. Усі мінерали в природі є твердими розчинами, що характеризуються змінним хімічним складом, не існує ідеально хімічно чистих мінералів. Комісія з нових мінералів та їх назв трактує мінерал як суміш ідеально хімічно чистих подібних одна до одної сполук, однакової кристалічної структури і рекомендує називати мінерали за компонентом, що кількісно переважає у складі (рубін (Al1,9Cr0,1)O3 це лише корунд Al2O3).
Ізоморфізм — це властивість речовин, аналогічних за хімічним складом, подібних за будовою і близьких за розмірами елементарних комірок, кристалізуватися в однакових формах. В мінералогії під цим часто розуміється явище заміни часток в кристалі, що вибудовується, однієї речовини на частки іншої ізоморфної речовини. Таким шляхом утворюється, наприклад, магнезит мішаного складу (Mg, Fe)CO3. У конкретних випадках встановленого точного вмісту заліза формули зиписуються як (Mg0,8Fe0,2)CO3, (Mg0,65Fe0,35)CO3. В природі явище ізоморфізму часто супроводжується додатковим виникненням:
- вакансій (незайнятих вузлів у кристалічній ґратці). Наприклад, природний моносульфід заліза мінерал піротин має теоретичну формулу FeS, але в реальності завжди відзначається дефіцит заліза. Це відбувається за рахунок того, що при зростанні кристалів піротина частина іонів Fe2+ зазмінюється іонами Fe3+ за схемою:

У результаті формули різних проб можуть мати вигляд Fe0,89S, Fe0,91S.
- міжвузлових часток (атомів, електронів). Інколи в флюориті CaF2 присутня ізоморфна домішка Y3+. Атом ітрію займає позицію Ca2+, одночасно інтродукується іон F- за схемою:

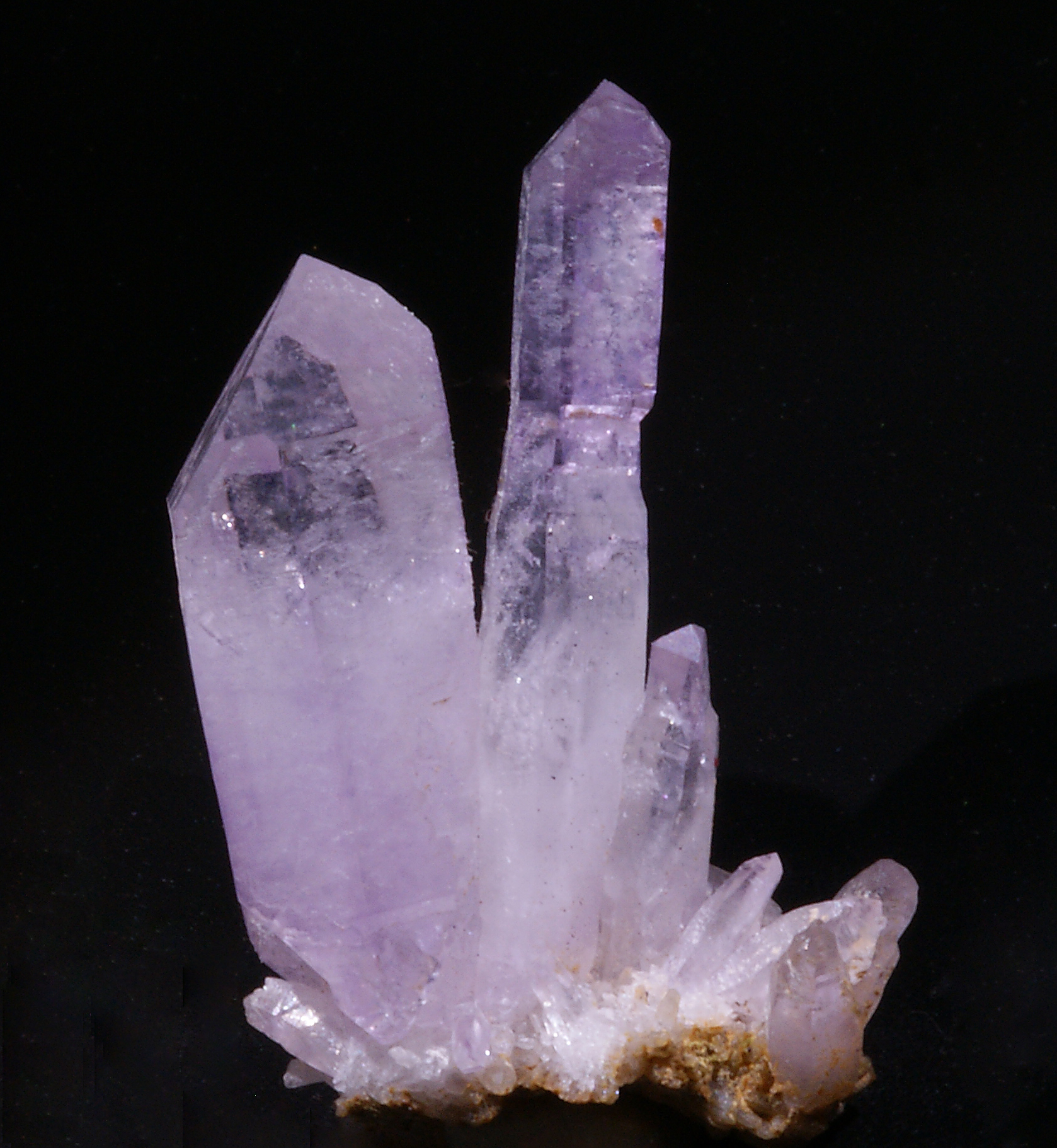
Аметист

Загальна формула флюориту записується як (Ca1—xYx)F2+x.

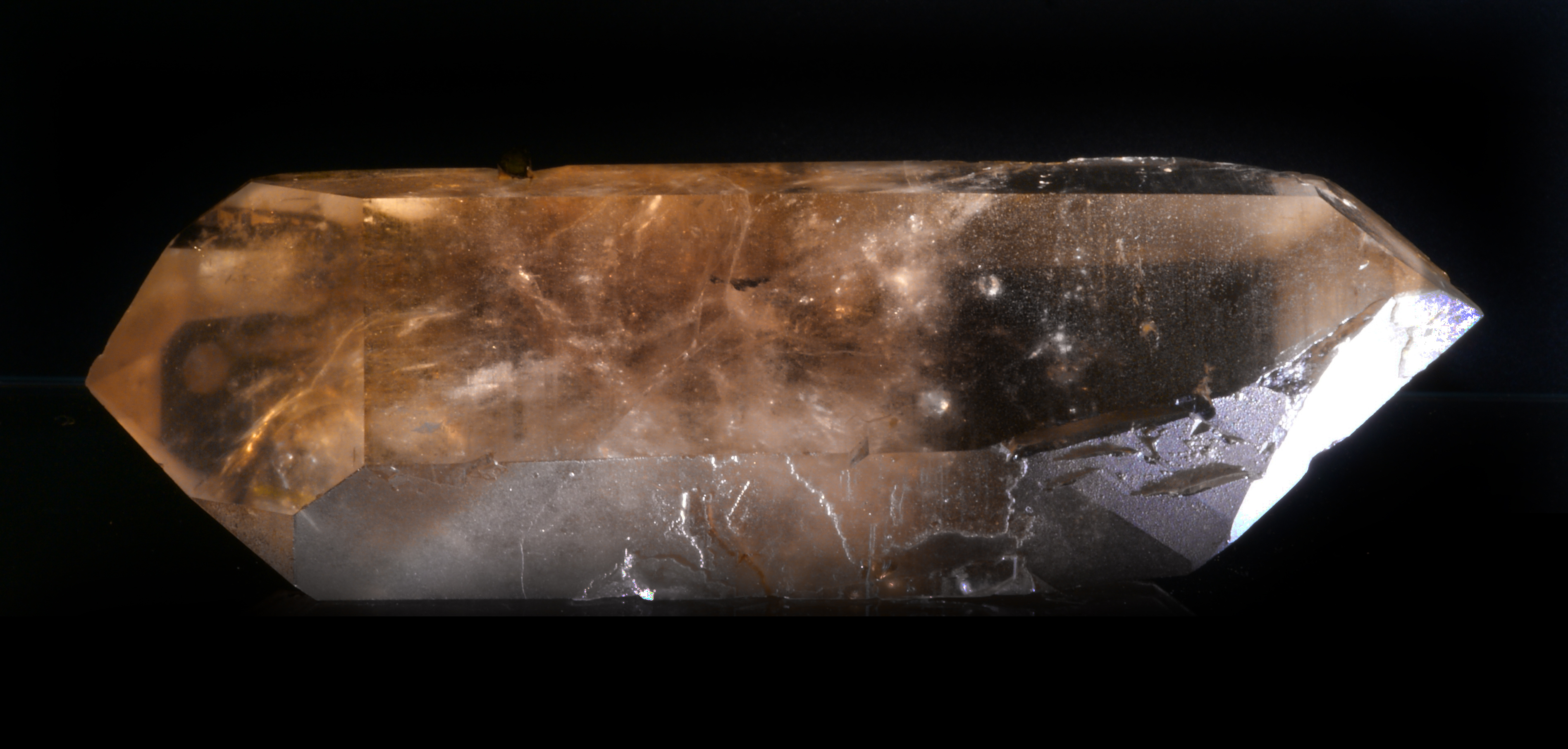
Цитрин

Таким чином стехіометричний склад мінералів порушується.
Різні грані кристала володіють різною адсорбційної здатністю, що призводить до відмінностей хімічного складу та властивостей кристала в різних його частинах (блакитно-жовті в різних частинах топази). Також винно-жовтий цитрин і фіолетово-ліловий аметист — це лише два різновиди кварцу SiO2, що різняться характером хімічних мікродомішок, а від того й кольором. Коли кристали мінералу мішаного складу проростають у мінливих умовах, вони часто мають зональну будову (багатобарвні турмаліни з Мадагаскару).

## Окремі різновиди
| - Мінерал А - Мінерал-вיязень - Мінерал Гентце - Мінерал-гігант - Мінерал-господар - Мінерал гудроновий - Мінерал Дюррфельда - Мінерал з Мозамбіку - Мінерал І - Мінерал II - Мінерал S - Мінерал Q - Мінерал X - Мінерал Ц - Мінерал-носій - Мінерал-свідок - Мінерал торіїстий флюоресціюючий - Мінерали абісофільні - Мінерали абісофобні - Мінерали автигенні - Мінерали акцесорні - Мінерали алогенні - Мінерали алотигенні - Мінерали альпійських жил - Мінерали аморфні - Мінерали ангедральні - Мінерали анізодесмічні - Мінерали анорганогенні - Мінерали антистресові - Мінерали вадозні - Мінерали важкі - Мінерали важкої фракції - Типоморфізм мінералів - Ендогенні мінерали | - Мінерали випадкові - Мінерали виповнення - Мінерали вторинні - Мінерали вулканічні - Мінерали-геологічні барометри - Мінерали-геологічні спідометри - Мінерали-геологічні термометри - Мінерали гетероатомні - Мінерали гетеродесмічні - Мінерали гетерополярні - Мінерали гідатогенні - Мінерали гідратогенні - Мінерали гіпергенні - Мінерали гіпотермальні - Мінерали гістерогенні - Мінерали глинисті - Мінерали головні - Мінерали гомеополярні - Мінерали гомеотипні - Мінерали гомоатомні - Мінерали гомодесмічні - Мінерали двовісні - Мінерали дейтеричні - Мінерали діагенетичні - Мінерали діамагнітні - Мінерали другорядні - Мінерали еолові - Мінерали епігенетичні - Мінерали епімагматичні - Мінерали епітермальні - Мінерали зональні - Мінерали ідіоморфні | - Мінерали ізодесмічні - Мінерали-індикатори зруденіння - Мінерали кластичні - Мінерали кластогенні - Мінерали колоїдні - Мінерали кореляційні - Мінерали критичні - Мінерали ксеноморфні - Мінерали легкі - Мінерали легкої фракції - Мінерали лептоморфні - Мінерали лептотермальні - Мінерали мафічні - Мінерали мезодесмічні - Мінерали мезотермальні - Мінерали метаміктні - Мінерали-мінус - Мінерали набухаючі - Мінерали наскрізні - Мінерали необоротні - Мінерали нестійкі - Мінерали нормативні - Мінерали нерудні - Мінерали оборотні негативно - Мінерали оборотні позитивно - Мінерали одновісні - Мінерали оптичні - Мінерали оптично двовісні - Мінерали оптично негативні - Мінерали оптично позитивні - Мінерали парамагнітні - Мінерали первинні | - Мінерали переміщені - Мінерали періодичні - Мінерали пірогенні - Мінерали-плюс - Мінерали-покажчики - Мінерали породоутворювальні - Мінерали постеріорні - Мінерали постмагматичні - Мінерали потенціальні - Мінерали прохідні - Мінерали псевдоморфні - Мінерали радіоактивні - Мінерали реакційні - Мінерали реліктові - Мінерали рудні - Мінерали салічні - Мінерали світлі - Мінерали сезонні - Мінерали синантетичні - Мінерали сингенетичні - Мінерали стійкі - Мінерали супергенні - Мінерали-супутники - Мінерали телетермальні - Мінерали темні - Мінерали теригенні - Мінерали типоморфні - Мінерали фельзичні - Мінерали фемічні - Мінерали феромагнітні - Мінерали фосилізуючі - Мінерали фреатичні - Мінерали штучні - Мінерали ювенільні |